# Aphrophora mandschurica
Aphrophora mandschurica is een halfvleugelig insect uit de familie Aphrophoridae. De wetenschappelijke naam van deze soort is voor het eerst geldig gepubliceerd in 1943 door Jacobi.